# قلعه فجیره

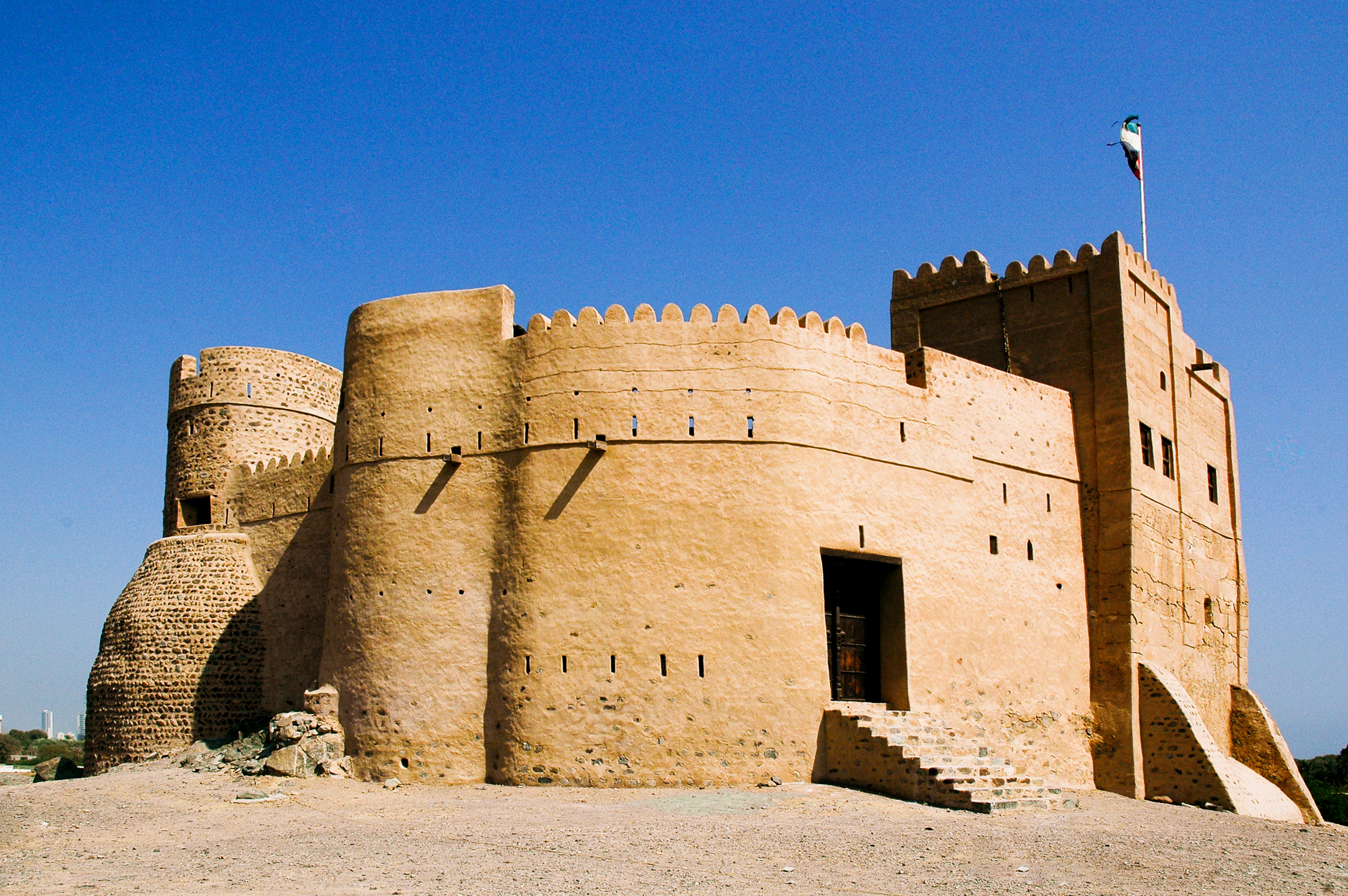
نمایی از قلعهٔ باستانی فجیره در امارات - ۲۰۰۹

قلعه فجیره (در عربی:  قلعة الفجیرة ) (به انگلیسی: fujairah fort) یکی از معالم بارز وتاریخی و جاذبهٔ گردشگری امارت فجیره ویکی از نقاط دیدنی امارات متحده عربی است که سالیانه تعدادی زیادی از گردشگران از مناطق داخل و خارج امارات به سویش می‌شتابند.
این قلعه در سال ۱۶۷۰ میلادی بنیادگذاری شده‌است و در قسمت شمالی (روستای تاریخی فجیره) واقع شده‌است و حدود ۲ کیلومتر از ساحل دریای عمان فاصله دارد.

## أهمیت قلعه
«قلعه فجیره» قلعهٔ ایست با موقعیت بسیار عالی سوق‌الجیشی که برفراز «تپه أی» صَخری
بنا شده‌است که ۲۰ متر از سطح زمین ارتفاع دارد.
واز آنجا که معلوم است این (دژ) واستحقامات وفتحات وتیرکش تیر اندازی وجاهای نگهبانان برای حفاظت از منطقه ایجاد نموده بوده أند و به‌طور شبانه‌روزی نگهبانانی در این برج‌ها کشیک می‌داده أند.
«قلعه فجیره» دارای سه برج بزرگ و دایره أی مانند، ویک برج به‌شکل مستطیل می‌باشد. در درون برج شمالی که در رو بروی روستای قدیمی قرار دارد، یک توپ قدیمی، وباقی مانده أی از گلولهٔ آن وآثاری از توپچیان دوران پیشین به چشم می‌خورد.

## ویژگی‌های قلعه
قلعه عبارت است از یک بنای دو طبقه که اطراف آن با دیوار (سور) محافظت شده‌است، بنای قلعه از عناصر معماری محلی تقلیدی تشکیل یافته‌است، قسمتی از دیوار سمیک برج‌ها از سنگ و خشت و ساروج تشیید شده‌است، همچنین از مواد گچ، چوب و شاخهٔ نخل خرما نیز استفاده شده‌است. درون قلعه از گچ کاری ونقاشی خاص وزیبایی ستوها واقواص دارای گچبری و طراز معماری سقف‌ها از لحاظ تزیینی با طاق‌های اکلیل و گچ ونقوش عمرانی از زیبایی خواص ومنحصر به فرد بر خوردار است.
واز آنجا که معلوم است (سور) یا دیوار قلعه فجیره واستحقامات وفتحات وتیرکش تیر اندازی وجاهای نگهبانان برای حفاظت از منطقه ایجاد نموده بوده أند و به‌طور شبانه‌روزی نگهبانان در این برج‌ها کشیک می‌داده أند. «حصن فجیره» یکی از مهمترین معاقل آن دوران بوده‌است. این قلعه از قدیمی‌ترین دژهای دفاعی منطقه شرقی امارات متحده عربی است که آن زمان به (امارات ساحل عمان) معروف بوده‌است است. قلعه دارای سه برج دائره ویک برج مستطیل است، طبقهٔ پائینی قلعه شامل صحن باز ویک اتاق بزرگ، ودرب ورودی می‌باشد، پلکانی از سمت شمالی صحن قرار دارد که به طرف طبقهٔ بالا هدایت می‌شود. أما طبقهٔ دوم (بالا) شامل راهرو وردی، مجلس، وممری که زائران به طرف برج‌ها هدایت می‌کند. همچنین در قلعه از چوب‌های تیک و (چندل) ودعون نیز استفاده شده‌است.

## بازسازی
این قلعه در بین سالهای (۱۹۹۹–۲۰۰۱م) مرمت شده‌است.
گویند که: (الشیخ محمد بن مطر الشرقی) جد سوم حاکم کنونی فجیره این قلعه را بنیادگذاری نموده‌است.

## فهرست منابع و مآخذ
- عفراء، الحجی، “ (القلاع والحصون فی الامارات) “، مرکز الوثائق والبحوث. ابوظبی: الامارات العربیة المتحدة، انتشار ۱۹۹۹میلادی.
- خلفان، الروم، محمد، “ (الحدائق و المتاحف فی الإمارات) “، ج۱. چاپ سوم، ابوظبی: “شرکة ابوظبی للطباعة والنشر“، انتشار ۱۹۸۸ میلادی.
- محمدیان، کوخردی، محمد، “ (الإمارات عبر التاریخ) “، ج۱. سال انتشار ۲۰۰۸ میلادی به (عربی).
- دکتر:ادوارد، هندرسون، “ (ذکریات عن دولة الإمارات و سلطنة عمان) “، چاپ موتیف آیت للنشر، مطبعة راشد، عجمان ۱۹۸۸.